# تراب الماس (رواية)
تراب الماس  هي رواية من تأليف الكاتب المصري أحمد مراد، أصدرتها دار الشروق عام 2010 بعد نجاح روايته الأولى فيرتيجو التي أصدرتها أيضا نفس الدار عام 2007، حققت الرواية نجاحًا أكبر من سابقتها. وفي عام 2018 عُرضت الرواية في فيلم سينمائي بنفس العنوان.

## موضوع الرواية
لم يكن «طه» سوى مندوب دعاية طبية في شركة أدوية؛ حياة باهتة رتيبة، بدلة وكرافتة وحقيبة جلدية ولسان لبق يستميل أعتى الأطباء لأدويته..
كان ذلك قبل أن يسقط..
جريمة قتل غامضة تتركه خلفها وقد تبدّل عالمه.. للأبد..
تتحول حياته إلى جزيرة من الأسرار، يبدأ اكتشافها في دفتر عتيق يعثر عليه مصادفة، ويجد معه أداة رهيبة لها فعل السحر..
سنقرأ كيف تتحول هذه الجريمة إلى سلسلة من عمليات القتل. وكيف يصبح القتل بابًا يكشف لنا عالماً من الفساد، وسطوة السلطة التي تمتد لأجيال في تتابع مثير لا يؤكد أبداً أن «طه» سيصل إلى نهايته..

## كاتب الرواية
أحمد مراد، كاتب ومصور ومصمم جرافيك. من مواليد القاهرة عام 1978م. تخرج من مدرسة «ليسيه الحرية» قبل أن يلتحق بالمعهد العالي للسينما قسم التصوير السينمائي، تخرج عام 2001م ونالت أفلام تخرجه «الهائمون - الثلاث ورقات - وفي اليوم السابع» جوائز للأفلام القصيرة في مهرجانات بإنجلترا وفرنسا وأوكرانيا. صدرت له رواية «فيرتيجو» (2007م)، وتُرجمت إلى الإنجليزية والفرنسية والإيطالية وتم تحويلها إلى مسلسل عام 2012م. وصدر له رواية «تراب الماس» عن دار الشروق (2010م) التي تُرجمت إلى الإيطالية، بالإضافة إلى رواية «الفيل الأزرق» (2012م). صدرت له رواية 1919 سنة (2014). 
رواية الفيل الأزرق التي صدرت سنة 2012م، تم تحويلها إلى فيلم من بطولة كريم عبد العزيز وإخراج مروان حامد سنة 2014م.

## شخصيات الرواية
- طه حسين الزهَّار: بطل الرواية، وتدور الأحداث حوله. وهو فيها كان مدفوعًا إلى الأحداث، ثم تحول في النصف الثاني من الرواية إلى صانع أحداث.
- حسين حنفي الزهَّار: الابن الأصغر لحنفي الزهّار، وهو بطل رئيسي في الرواية.
- حنفي الزهَّار: الأب والجد الذي تبدأ به الرواية، وبالطبع لا يدري شيئًا عن مصيره ليلة سهرته الأخيرة مع صديقيه، ولا عن مصيره بعد أكثر من 50 عام من دفنه.
- لييتو: الصديق اليهودي للحاج حنفي، والذي تولى حسين بالرعاية من بعد أبيه، وعلى الرغم من قلة مشاهده في الرواية، إلا أن دوره محوري للغاية في صناعة شخصية حسين الزهار.
- ياسر: صديق طه الوفي.
- وليد سلطان: مقدم الشرطة، رئيس مباحث الدقي الفاسد.
- سارة: جارة طه، الفتاة الثورية المتمردة، التي أنقذت حياته، وأصبحت تهتم بأمره أكثر بعد الحادثة.
- فائقة: عمة طه الحنون التي تهتم لأمره أكثر من أي شخص
- السرفيس: البلطجي المأجور الذي يجاور رجال الأعمال الفسدة ليقضي لهم مصالحهم المشبوهة.
- محروس برجاس: رجل الأعمال الموالي للسلطة.
- هاني برجاس: ابن محروس برجاس الذي تربى خارج مصر، ويكره المنازل، ويعشق الإقامة في الفنادق. له سر رهيب ودور محوري في الرواية.
- سليمان اللورد: صديق الطفولة لحسين الزهار، صاحب محل البقالة قديمًا، وصاحب محل لورد للخمور حديثًا، ويتخذه ستار للإتجار في المخدرات.

## اقتباسات
- «القتل قد يصبح أثراً جانبياً لدواء يشفى بلد يحتضر.»

- «الطريق ضيق.. لكنه يكفينا نحن الاثنين: أنا وهواجسي.»

- «ميعادنا على أعتاب الجحيم يا صديقي.. سأسقيك خمرا ستظمأ بعدها أبدًا.»

- «أظلم الأوقات في تاريخ الأمم هي الأوقات التي يؤمن فيها الإنسان بأن الشر هو الطريق الوحيد للخير.»

- «عندما نشيخ كما تشيخ الأشياء، ونبهت حتى نصبح أقرب إلى لون الجدران؛ بلا لون.»

## وصلات خارجية
- آراء القرّاء حول رواية تراب الماس في موقع أبجد